# Mount Mueller, Victoria
Mount Mueller är ett berg i Australien. Det ligger i regionen Baw Baw och delstaten Victoria, omkring 120 kilometer öster om delstatshuvudstaden Melbourne. Toppen på Mount Mueller är 1 456 meter över havet, eller 37 meter över den omgivande terrängen. Bredden vid basen är 0,51 km.
Runt Mount Mueller är det mycket glesbefolkat, med 2 invånare per kvadratkilometer.. Närmaste större samhälle är Erica, omkring 16 kilometer sydost om Mount Mueller. 
I omgivningarna runt Mount Mueller växer i huvudsak städsegrön lövskog. Genomsnittlig årsnederbörd är 1 585 millimeter. Den regnigaste månaden är juni, med i genomsnitt 204 mm nederbörd, och den torraste är januari, med 68 mm nederbörd.